# Florence Delay
Florence Delay (Parijs, 19 maart 1941 – aldaar, 1 juli 2025) was een Franse actrice, schrijfster en scenarioschrijfster. Ze was lid van de Académie française.
Ze studeerde Spaanse letterkunde aan de Sorbonne.
In 1962 speelde ze de titelrol van Jeanne d'Arc in een film van Robert Bresson, Procès de Jeanne d'Arc ("Proces van Jeanne d'Arc"). Haar eerste roman publiceerde ze toen ze 30 was. In 1983 kreeg ze de Prix Femina voor haar roman Riche et légère ("Rijk en licht"). Samen met Jacques Rouband bracht ze tussen 1977 en 2005 een serie uit over de legende van Arthur. Later in haar carrière werkte ze als vertaler van Spaanse literaire werken.
In 2000 werd ze gekozen tot lid van de Académie française.
Delay overleed op 1 juli 2025 in haar woonplaats Parijs. Ze werd 84 jaar oud.

## Filmografie
- Procès de Jeanne d'Arc (1962) als Jeanne d'Arc
- Le Jouet criminel (1969) (korte film) als Vrouw in foyer
- Collections privées (1979) (segment "Kusa-Meikyu", stemrol) als Verteller
- Écoute voir... (1979) als Flora Thibaud